# COVID-19 в Грузии
Распространение COVID-19 в Грузии началось в феврале 2020 года.
Грузия стала первой из закавказских республик, закрывшей свои границы для борьбы с распространением инфекции.
Первый случай был зафиксирован 24 февраля 2020 года (по другим данным, 26 февраля, когда был зарегистрирован первый случай заражения коронавирусной инфекции COVID-19 в стране. Заражённым оказался гражданин Грузии, приехавший из Ирана).
Всего с 24 февраля 2020 года по 21 марта 2022 года в стране было зарегистрировано 1.646.316 случая заражения коронавирусом и 16658 смертей. Пик смертности пришёлся на 30 августа 2021 года, когда от COVID-19 умерло 555 человек. По состоянию на 30 января 2022 года в Грузии было сделано 2.507.382 прививок (доз). В стране заметны антипрививочные настроения. По состоянию на март 2022 года в стране около 45% населения заразилось или переболело COVID-19.

## Хронология

### 2020
14 марта первый пациент в Грузии, зараженный COVID-19, выздоровел.
20 марта в Поти патрульная полиция задержала двух граждан (прибывшие из Германии) за нарушение правил самоизоляции и принудительно доставила их в карантинную зону в Аджарии.

### 2021
Первые два случая заражения омикрон-штаммом выявлены 20 декабря 2021 года. На 26 декабря 2021 года в Грузии выявлен 51 случай заражения омикрон-штаммом коронавируса.

### 2022
На 1 января 2022 года зафиксировано 936 844 случая заражения коронавирусом. 13 860 человек скончалось. 896 868 выздоровело.
На 2 мая 2022 года с начала пандемии 1 655 221 чел. инфицировано. 16 811 чел. скончалось.

## Правительственные меры

### Март 2020
Со 2 марта для предотвращения возможного распространения коронавируса в школах и детских садах начались каникулы.
6 марта Грузия приостановила полёты с Италией.
13 марта Азербайджан и Грузия на 10 дней закрыли общую границу для всех видов транспорта. Кроме того, были введены временные ограничения на железнодорожное путешествие для граждан Азербайджана в направлении Баку-Тбилиси и для иностранных граждан в направлении Тбилиси-Баку.
С 16 марта передвижение граждан на границе Грузии с Российской Федерацией было временно приостановлено.
16 марта объявили, что в Грузии на две недели вводится запрет на въезд в страну для всех иностранных граждан. Распоряжение о закрытии границы вступил в силу в 00:00 часов 18 марта. Также с 18 ввёлся вводится запрет на движение микроавтобусов.
19 марта было принято решение о закрытии торговых объектов.
21 марта для предотвращения возможного распространения коронавируса силы обороны Грузии перешли на казарменное положение.
21 марта в Грузии из-за угрозы распространения в стране коронавируса было объявлено чрезвычайное положение до 21 апреля.
23 марта Правительство Грузии приняло постановление, согласно которому запрещаются такие мероприятия, которые предполагают собрания в количестве более 10-ти физических лиц. Кроме того, согласно постановлению правительства Грузии № 181, возобновление учебного процесса также отложено до истечения срока чрезвычайного положения 21 апреля.
23 марта в Марнеули и Болниси был объявлен карантин, въезд и выезд из муниципалитетов стал запрещённым.

### Май 2022
Со 2 мая 2022 года отменено обязательное ношение масок в закрытых помещениях кроме медицинских учреждений и общественного транспорта.

### Эвакуация граждан
5 марта находившихся на ирано-азербайджанской границе граждан Грузии доставили в страну.
10 марта в Грузию из Италии на двух самолетах спецрейсом прилетели 156 граждан Грузии.
23 марта приземлился спец-рейс из Берлина, который привёз из Германии на родину граждан Грузии.

### Отмена мероприятий
С 1 марта в Грузии временно отменили проведение массовых мероприятий.
10 марта в рамках превенции распространения коронавируса, в муниципалитете Гардабани отказались праздновать «Новруз Байрам» многолюдными мероприятиями.

## Вакцинация
На 1 января 2022 года вакцинировано обеими дозами вакцины 1 149 956 человек, первой дозой вакцины — 1 290 114 человек. 73 465 человек введена бустерная доза.